# XIII Księga Pana Tadeusza
XIII Księga Pana Tadeusza – erotyczna trawestacja Pana Tadeusza Adama Mickiewicza.
Utwór napisany jest bardzo sprawnie, więc mógł być napisany przez któregoś ze znakomitych poetów; mógł powstać w XX wieku. Jego autorstwo przypisuje się Aleksandrowi Fredrze, satyrykowi Włodzimierzowi Zagórskiemu lub Tadeuszowi Boyowi-Żeleńskiemu . Poemat nasycony jest erotycznymi obscenicznościami i wulgaryzmami. Ma jednocześnie formalnie styl mickiewiczowski (trzynastozgłoskowiec, porównania homeryckie, itp). Utwór opowiada o nocy poślubnej Zosi i Tadeusza, pokonywanie oporów Zosi i sposobach stosowanych przez Tadeusza do przekonania Zosi.
Jako XIII księga określany jest też erotyczny wiersz Antoniego Orłowskiego Mrówki, rozwijający epizod Telimeny i Tadeusza w Świątyni Dumania z księgi V. W odróżnieniu od powyższego utworu, nie zawiera on wulgarnego słownictwa.